# Малопичугино
Малопичугино — село в Тяжинском районе Кемеровской области. Входит в состав Новопокровского сельского поселения.

## География
Центральная часть населённого пункта расположена на высоте 243 метров над уровнем моря.

## Население
По данным Всероссийской переписи населения 2010 года, в селе Малопичугино проживает 292 человека (131 мужчина, 161 женщина).